# Lehtinen (ö i Kymmenedalen, Kotka-Fredrikshamn, lat 60,48, long 27,64)
Lehtinen är en ö i Finland. Den ligger i Finska viken och i kommunen Vederlax i den ekonomiska regionen  Kotka-Fredrikshamn i landskapet Kymmenedalen, i den södra delen av landet. Ön ligger omkring 38 kilometer öster om Kotka och omkring 150 kilometer öster om Helsingfors.
Öns area är 13,8 hektar och dess största längd är 0,7 kilometer i sydöst-nordvästlig riktning.